# Josef Hafner (Lithograf)
Josef Hafner (* 22. Mai 1799 in Enns; † 10. April 1891 in Linz) war ein österreichischer Farblithograf.

## Herkunft und Ausbildung
Sein Vater war Verwalter der Strafanstalt in Baumgartenberg, wo Josef Hafner die Volksschule besuchte. Nachdem die Strafanstalt in das Linzer Schloss übersiedelt war, kam der Junge mit seinen Eltern nach Linz, wo er das Untergymnasium besuchte und gleichzeitig Privatunterricht im Zeichnen bekam. Sein Vater ließ ihn in Wien die Akademie der bildenden Künste besuchen. Hier erhielt er für seine gut gelungenen Arbeiten eine kaiserliche Anerkennung und den Heinrich Füger-Preis.

## Beruflicher Werdegang
Nach Linz zurückgekehrt, errichtete er 1827 die erste lithografische Anstalt in Linz, welche 36 Jahre lang erfolgreich von ihm geführt wurde. Zu Beginn hatte er allerdings mit Existenzschwierigkeiten zu kämpfen und fühlte sich genötigt, privaten Zeichenunterricht zu geben, um den Betrieb aufrechterhalten zu können und seinen Lebensunterhalt abzusichern.
Seine Lithografien waren sehr geschätzt und begehrt, und da die Fotografie damals noch nicht entwickelt war, kam ihr natürlich umso größere Bedeutung zu. Josef Hafner schuf etwa 180 Ortsansichten aus Oberösterreich, Salzburg und der Steiermark sowie 200 Bilder aus Linz, ein Panorama von Linz, Landkarten, Widmungsblätter und Porträts. Im Jahr 1841 erhielt er eine Preismedaille für eine lithografische Karte des Bistums Linz in Farbendruck, welche als das gelungenste Werk angesehen wurde, das bis dahin in Österreich erstellt worden war.
Am Linzer Hauptplatz eröffnete er ein Geschäft zum Verkauf seiner Werke sowie ein weiteres auf dem Minoritenplatzl in der Linzer Klosterstraße, welches dort bis 1863 bestand. Später wurde von ihm ein Haus auf der Landstraße gekauft, wo er auch ein Gewerbe als Kunststeinmetz betrieb.
Zwölf Jahre lang gehörte er dem Linzer Gemeinderat an, und lange Zeit war er Ausschussmitglied der Allgemeinen Sparkasse in Linz und des Kunst- und Gewerbevereins. Großes Interesse zeigte er am 1839 gegründeten Oberösterreichischen Landesmuseum, in welchem er im Verwaltungsrat das Referat für die kunst- und kulturgeschichtliche Abteilung leitete. Seitens der Direktion des Landesmuseums wurde er dafür zum Ehrenmitglied ernannt.
Josef Hafner war, wie später auch sein Sohn Karl, ein leidenschaftlicher Sammler von Uhren. Im Jahr 1905 gelang es dem Oberösterreichischen Landesmuseum, diese Sammlung aufzukaufen.

## Auszeichnungen
- Heinrich Füger Preis
- 1841 Preismedaille für eine lithografische Karte des Bistums Linz